# Xã Stonelick, Quận Clermont, Ohio
Xã Stonelick (tiếng Anh: Stonelick Township) là một xã thuộc quận Clermont, tiểu bang Ohio, Hoa Kỳ. Năm 2010, dân số của xã này là 5.890 người.